# Ikarus 55
Der Ikarus 55 ist ein Omnibus des ungarischen Busherstellers Ikarus. Im Jahr 1954 erstmals vorgestellt, wurde er von 1955 bis 1973 produziert.

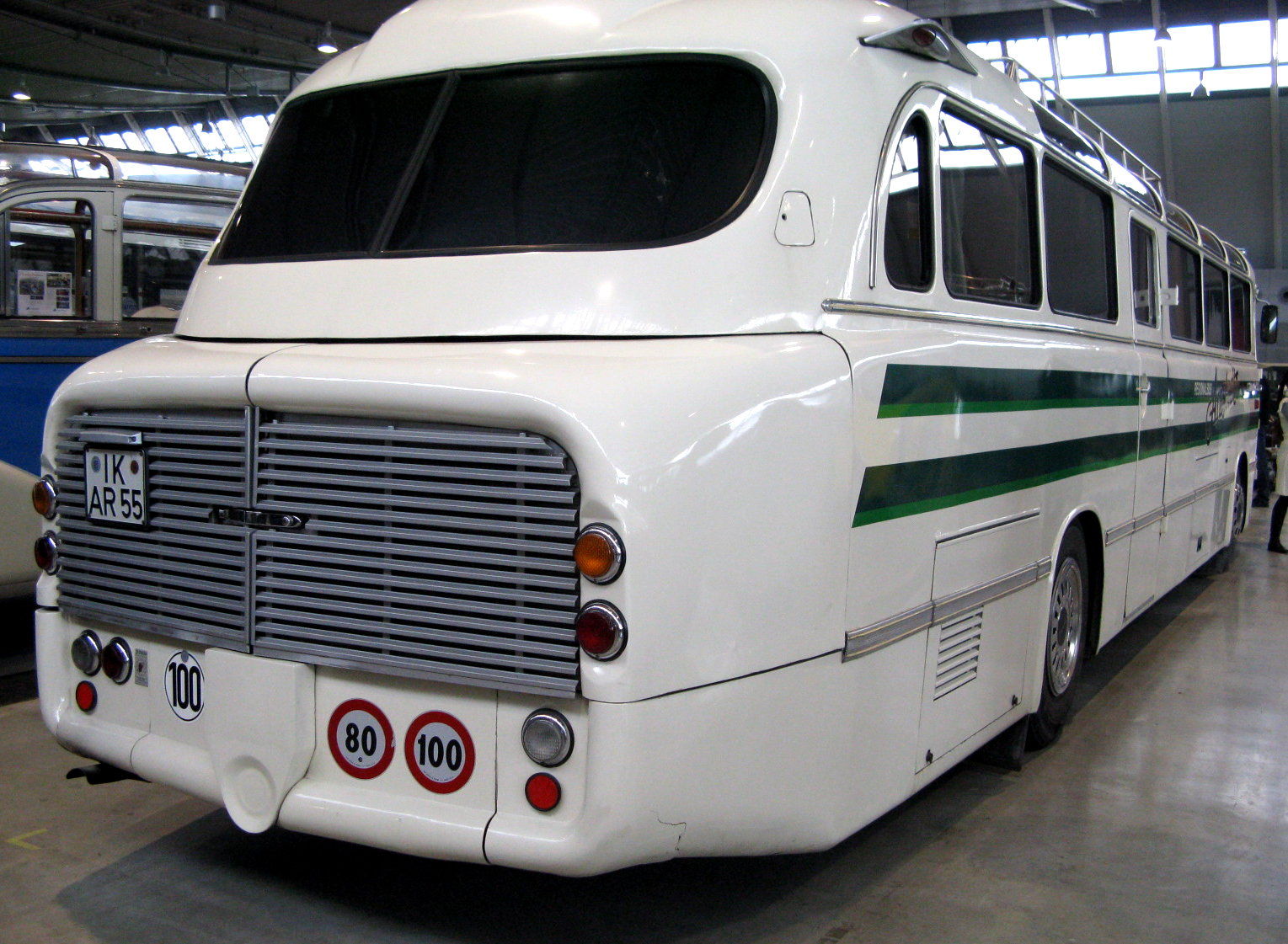
Das Heck mit zwei großen seitlich angeschlagenen Klapptüren zum Motorraum

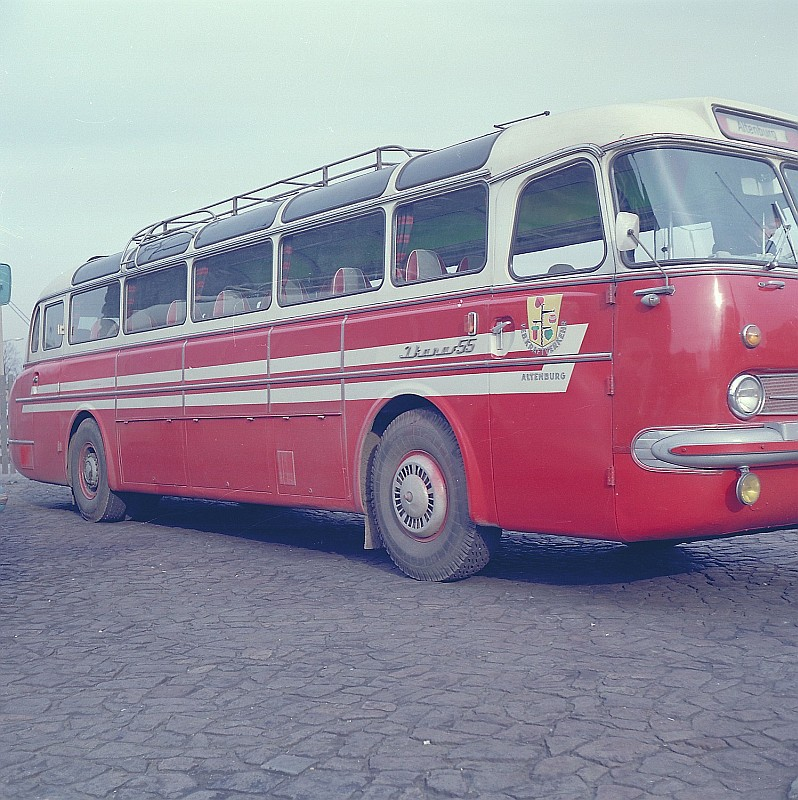
Ikarus 55 mit Türen vorn und hinten und Dachgepäckträger

Aus dem 1952 vorgestellten Linienbus Ikarus 66 mit selbsttragendem Aufbau wurde der Ikarus 55 als Reise- bzw. Überlandbus mit einer für damalige Verhältnisse komfortablen Ausstattung entwickelt. Als Antriebseinheit kommt ein wassergekühlter sechszylindriger Wirbelkammer-Dieselmotor vom Typ D-614 des ungarischen Herstellers Csepel auf Basis einer Lizenz von Steyr mit einem Hubraum von 8275 cm³ zusammen mit einem manuell zu schaltenden teilsynchronisierten Fünfganggetriebe zum Einsatz. Der Motor gibt eine Leistung von 107 kW (145 PS) ab. Diese Leistung erreicht er im Zusammenwirken mit einer Einspritzpumpe aus DDR-Produktion. Mit der originalen „Omega“-Pumpe leistet er nur 92 kW (125 PS). Er ist stehend im Heck angeordnet und treibt über eine anfangs druckluftbetätigte Einscheibentrockenkupplung das Getriebe und danach mittels eines Außenplanetengetriebes die Hinterachse des Fahrzeugs an. Mit dieser Antriebseinheit erreicht der Bus je nach Übersetzung eine Höchstgeschwindigkeit von 78 bis 98 km/h.
Aufgrund des in der DDR notwendigen langen Einsatzes erhielten viele Fahrzeuge der 1960er- und 70er-Jahre im Laufe der Zeit eine „Generalreparatur“ (Grundinstandsetzung), wobei sie zum Teil auch andere Motoren erhielten, beispielsweise den 6-Zylinder-Dieselmotor 6 VD 14.5/12 SRW aus dem Dieselmotorenwerk Schönebeck.
Am Fahrwerk kommen blattgefederte Starrachsen mit Teleskop-Stoßdämpfern zum Einsatz. Bei einem Leergewicht von 9,5 t beträgt das zulässige Gesamtgewicht 14,9 t. Die pneumatische Bremse wirkt auf alle Räder und wird durch eine mechanische Feststellbremse ergänzt. Der Bus hat keine Servolenkung.
Der Fahrgastraum bietet je nach Ausführung Platz für 32 bis 44 Sitzplätze. Die beiden handbetätigten Fahrgasttüren sind wie die Fahrertür nach außen aufschlagend. Die hintere Tür ist entweder vor oder hinter der Hinterachse angeordnet, die vordere Tür im vorderen Überhang. Es gibt zwei Heizanlagen: Eine große für den Fahrgastraum sowie eine kleine Scirocco-Heizung für den Fahrerplatz, den Raum an der vorderen Tür und zum Erwärmen der Frontscheiben. Der Bus besitzt eine zweiteilige Panoramawindschutzscheibe sowie meistens eine Dachrandverglasung und/oder einen Dachgepäckträger. Die Positionsleuchten sind in kleinen Flossen am Dach des Fahrzeuges angeordnet. Der Motorraum befindet sich, durch eine Wand mit Fenster vom Fahrgastraum getrennt, hinter diesem und ist durch zwei große, zu beiden Seiten weit öffnende Klapptüren im Heck zugänglich. Insgesamt ergibt sich ein den damaligen Vorstellungen von Aerodynamik entsprechendes Erscheinungsbild, das durch Stilelemente des Fahrzeugdesigns der 1950er-Jahre – Panoramafenster und Flossen – betont wird. Bei einigen speziell ausgerüsteten Bussen besaß ein Teil der Sitzplätze Klapptischchen und Tischlampen.
Die DDR importierte diesen Bustyp ab 1956. Zusammen mit den Ikarus 66 wurden weit über 8000 Fahrzeuge nach Deutschland geliefert, von denen im September 1988 noch 717 Ikarus 55 existierten. Wegen des ausladenden Hecks und des etwas gurgelnden, lauten Motorgeräuschs wurden die Busse vom Volksmund in der DDR „Zigarre“, „Rakete“ oder „Staubsauger“ genannt.

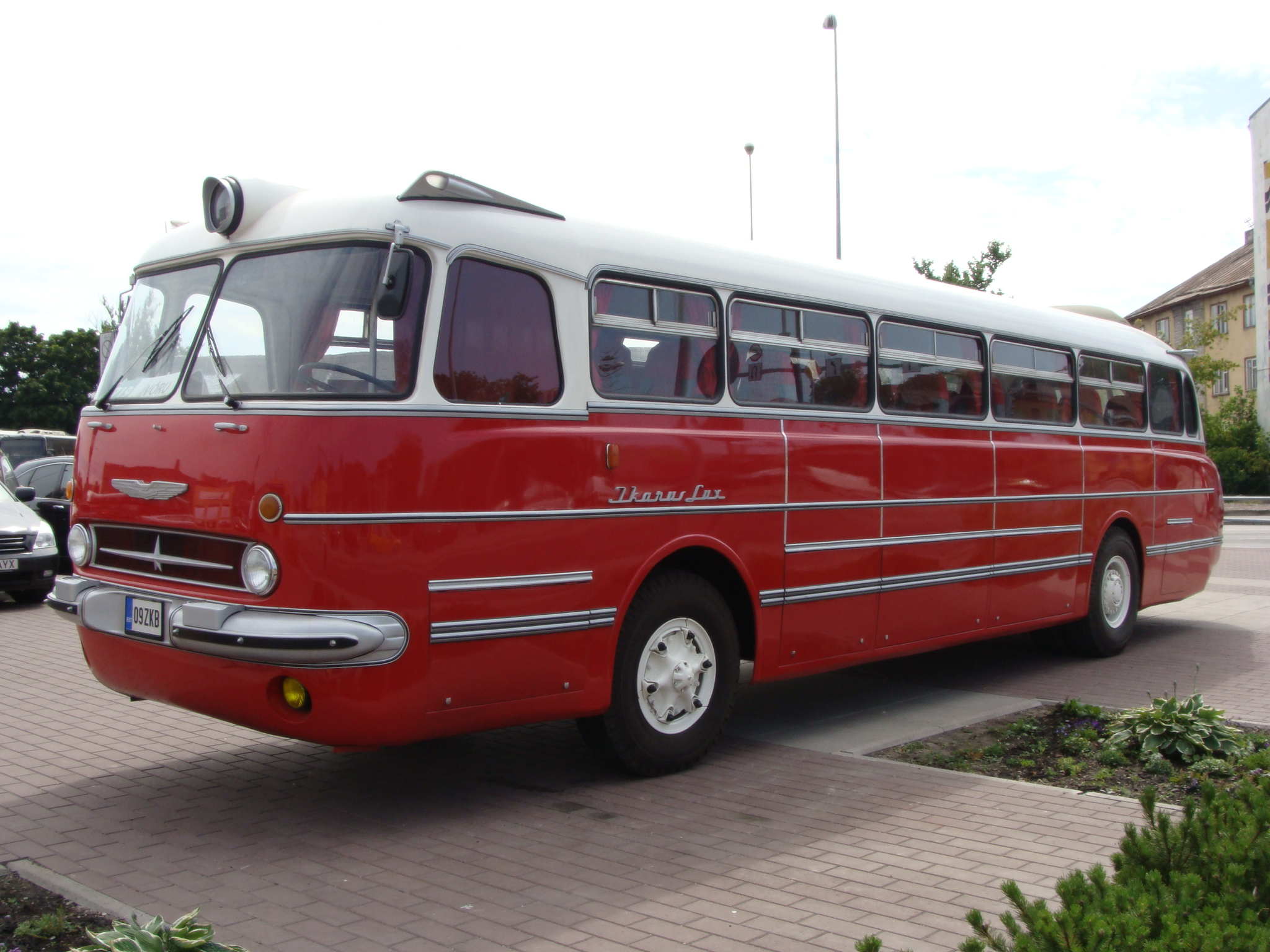
Ikarus Lux

In den sechziger Jahren wurde als Variante des Ikarus 55 der Ikarus Lux gebaut, der ein markantes Mittellicht an der Front auf dem Dach hat. In Estland wurde der 30-sitzige Bus zwar nicht als luxuriös aufgefasst, er war jedoch komfortabler als einige der sowjetischen Busse jener Zeit.